# فطيرة الفراولة
فطيرة الفراولة (بالإنجليزية: Strawberry pie) هي حلوى تُحضّر من الفراولة والسكر داخل عجينة فطيرة هشة، ويُضاف إليها أحيانًا الجيلاتين لمنحها تماسكًا إضافيًا. غالبًا ما تُقدّم مع القشدة المخفوقة.

## التحضير
تُحضَّر فطيرة الفراولة باستخدام حبات الفراولة الناضجة في موسمها. أما في غير موسمها، فيُفضّل خبز الفراولة للحصول على طعم أفضل. وتتميّز الفطيرة المزدوجة بطبقتين من الفراولة؛ طبقة سفلية مطهية، تعلوها فراولة طازجة.
من التحديات الشائعة في تحضير فطيرة الفراولة الحفاظ على قاعدتها من أن تصبح طرية أو مشبعة بالرطوبة. وقد يعود ذلك إلى عدم استخدام كمية كافية من نشاء الذرة، أو فقدان النشاء لفعاليته كمُكثف نتيجة الطهي الزائد. كما أن تقطيع الفراولة إلى قطع صغيرة جدًا يمكن أن يؤدي إلى إطلاق كميات زائدة من العصارة، مما يزيد من رطوبة الفطيرة ويفقدها تماسكها.